# 吹田市立西山田小学校
吹田市立西山田小学校（すいたしりつにしやまだしょうがっこう）は、大阪府吹田市にある公立小学校。1979年、吹田市立山田第一小学校から分離開校。

## 立地
隣接する西山田中学校とともに、高町池から流れ出る川沿いに立地する。高町池はもともと、棚田用のため池であり、西山田中学校、西山田小学校は、その棚田を開発した立地である。このことは、西山田中学校と西山田小学校の段差において、見て取ることができる。